# Pjas Productions
Pjas Productions Ab är ett finländskt skivbolag inom scenkonst- och underhållningsbranschen. Bolaget grundades den 16 maj 2014 av de tre medlemmarna i den finlandssvenska humor- och musikgruppen KAJ: Kevin Holmström, Axel Åhman och Jakob Norrgård. Skivbolaget ansvarar för utgivningen av KAJ:s album och singlar.

## Historia
Pjas Productions Ab registrerades som aktiebolag den 16 juni 2014 i Finland under affärsnamnet Pjas Productions Ab. Huvudkontoret ligger i Vasa, men bolaget är formellt hemmahörande i Vörå kommun. Svenska är bolagets officiella språk. Företagsnamnet "Pjas" härstammar från det österbottniska dialektala ordet för att skoja eller spexa, vilket speglar både bolagets och gruppens humoristiska och lekfulla profil.

## Utgivna album på Pjas Productions Ab
- Kom ti byin (9 oktober 2016)
- Gambämark (14 september 2018)
- Born to Börn (14 juni 2019)
- Botnia Paradise (10 december 2021)
- Karar i arbeit (10 maj 2024)

## Organisation
Styrelsen består av:
- Axel Johannes Åhman (ordförande)
- Kevin Johan Peter Holmström (ledamot)
- Jakob Per Anders Norrgård (ledamot)